# Tres hiverns
Tres hiverns (conegut a nivell internacional com: alemany: Drii Winter, anglès: A Piece of Sky) és una pel·lícula de drama romàntic dirigit per Michael Koch que es va estrenar en la Berlinale al febrer de 2022, on va rebre un esment d'honor. Suïssa va presentar Drii Winter com a representant a la 9a edició dels Premis Óscar a la Millor Pel·lícula Internacional, però no va ésser nominada.

## Argument
Anna i Marco viuen en Isenthal, un remot poble de muntanya al cantó Uri als Alps suïssos, on els anys es compten a l'hivern. El robust Marc es un foraster que ve de les terres baixes i treballa com a mosso per Alois, un granger de muntanya. Anna és del poble i té una filla d'una relació anterior anomenada Julia. Ella treballa com a cartera i la resta de la jornada com cambrera a la posada del poble, que és propietat de la seva mare, i també lloga habitacions a turistes. Malgrat tots els dubtes al seu entorn de la relació, tots dos es casen després de gairebé un any d'estar junts, i per na Júlia el té com el seu pare.
En el seu temps lliure solen anar amb moto per les muntanyes. Encara que Marco està físicament il·lès després d'un accident, el metge descobreix un mal al cervell en fer una prova mèdica, probablement un tumor, que podria afectar la seva personalitat i mobilitat. Com a resultat, Marco perd cada cop més el control dels seus impulsos. Continua tenint mals de cap i aviat comença a perdre la vista d'un ull. Fins i tot després de la cirurgia requerida, el comportament de Marco esdevé imprevisible i erràtic. Això fa que viure amb ell es torni difícil, no només per a Anna, sinó també al poble de costums tradicionals i estrictes. Tot i això, Anna el recolza i intenta mantenir la relació.
Quan ella entra un dia a la seva llar, el veu dret i nu a la mateixa habitació que la seva filla, perdut en els seus pensaments i masturbant-se. No obstant la filla no sembla haver-se adonat de cap mal, ja que ell no li feia res a ella. Així que ella no ho vol denunciar. Encara que decideix separar-se i es muda amb la seva filla a una cabanya als afores del poble.
Anna sap de cor que Marco no és una mala persona. Si bé encara hi pensa molt, no gosa visitar-lo. Quan es retroben, a Marco li preocupa que les seves accions puguin haver perjudicat la Júlia. Després Anna permet que Marco visiti la cabana, i ben aviat es muda amb elles i l'Anna el cuida tan bé com pot.
Més endavant amb l'evolució de la malaltia en Marco ja no es pot valdre per si mateix i ha de passar el dia al llit. Al seu testament va escriure que les seves cendres havien de ser escampades i que estimava l'Anna i la seva filla. Anna resta amb en Marco fins al seu darrer suspir i mor.
Com un cor en una tragèdia antiga, un cor va apareixent amb cançons amb temàtica relacionada amb els esdeveniments.

## Cor i música
Koch va emmarcar la pel·lícula com una tragèdia grega. Una vegada i una altra col·loca un cor vestit de verd en el paisatge arcaic on canten himnes. Mitjançant l'ús del cor, la història es divideix en capítols i al mateix temps es torna a explicar el destí dels protagonistes. Els cantants compleixen així la funció d'un cor grec. El cor està format per integrants del Lucerne Choir dirigit per Daniela Portmann.
What Is Love de Haddaway és una característica recurrent en la pel·lícula.